# L'Autre Image
Pour plus de détails, voir Fiche technique et Distribution.
L'Autre Image (La otra imagen) est un film espagnol réalisé par Antoni Ribas, sorti en 1973.

## Synopsis
Un couple marié atteint de cécité bat de l'aile quand la femme est attirée par un écrivain aveugle.

## Fiche technique
- Titre : L'Autre Image
- Titre original : La otra imagen
- Réalisation : Antoni Ribas
- Scénario : Narcís Comadira, Biel Moll, Dolors Oller, Antoni Ribas et Miguel Sanz
- Musique : Juan Pineda
- Photographie : Aurelio G. Larraya
- Société de production : Teide P.C.
- Pays :  Espagne
- Durée : 90 minutes
- Dates de sortie : 
  - France : 24 mai 1973 (Festival de Cannes)

## Distribution
- Asunción Balaguer
- Jordi Bofill
- Miquel Bordoy
- Marta Flores
- Fernando García Ulloa
- Antonio Lara
- Julián Mateos
- Jeannine Mestre
- Francisco Rabal

## Distinctions
Le film a été présenté en sélection officielle en compétition au Festival de Cannes 1973.